# Hausorden Albrechts des Bären

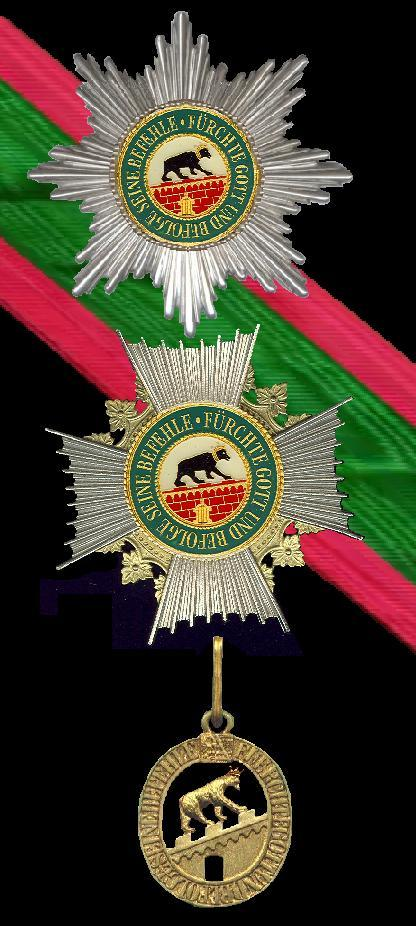
Bruststern zum Großkreuz, Bruststern zum Kommandeur I. Klasse, Ordenszeichen für den Ritter (v. o. n. u.)

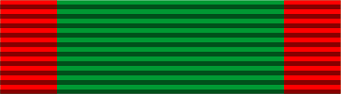
Ordensband

Der Herzoglich Anhaltische Hausorden Albrechts des Bären wurde am 18. November 1836, dem Todestag Albrechts des Bären, durch die drei Herzöge Heinrich von Anhalt-Köthen, Leopold IV. Friedrich von Anhalt-Dessau und Alexander Carl von Anhalt-Bernburg als gemeinsamer Hausorden unter dem Namen Herzoglich Anhaltischer Gesamthaus-Orden gestiftet. Namensgeber des Ordens war der Askanier Albrecht der Bär. Nach dem Aussterben der Köthener und Bernburger Linie und der Vereinigung der anhaltischen Territorien zu einem Herzogtum trug er seit dem 20. August 1863 die Bezeichnung Herzoglich Anhaltischer Haus-Orden Albrecht des Bären.

## Ordensklassen
Der Orden bestand ursprünglich aus drei Klassen sowie einer affiliierten Verdienstmedaille in zwei Stufen:
- Großkreuz
- Kommandeur/Komtur
- Ritter
  - Goldene Verdienstmedaille
  - Silberne Verdienstmedaille

Im Laufe der Zeit gab es zahlreiche Veränderungen. So wurde im Juni 1839 die Collane eingeführt. Am 18. März 1848 wurde die Kommandeur-Klasse durch Schaffung der Kommandeure I. Klasse (mit Stern) erweitert. Die ersten damit Ausgezeichneten waren Leopold von Morgenstern (1848) sowie Albert von Goßler, Heinrich von Krosigk und Albert Friedrich von Ploetz (1850). Es folgte am 8. Februar 1854 die Aufteilung der Ritter-Klasse mit der Schaffung der II. Klasse (in Silber) sowie am 18. Juli 1864 die Stiftung der Schwerter zu allen Klassen für „dem deutschen Vaterland vor dem Feind geleistete Dienste“. Am 20. September 1875 verfügte Herzog Friedrich I. von Anhalt die Erweiterung um einen Verdienstorden für Wissenschaft und Kunst. Seit dem 29. April 1901 (für die drei Ordensklassen) bzw. dem 19. August 1904 (für die Verdienstmedaillen) konnte der Auszeichnung in Fällen „besonderen Verdienstes“ die herzogliche Krone hinzugefügt werden. Die Klasse der Kommandeure wurde 1904 in Komture umbenannt.

## Ordensdekoration
Das Ordenszeichen ist ein goldenes Oval, das mit der Ordensdevise, dem Wahlspruch des Hauses Askanien FUERCHTE (bzw.  FÜRCHTE) GOTT UND BEFOLGE SEINE BEFEHLE umschrieben ist. Das Oval umschließt einen Bären mit Krone und Halsband, der auf einer Mauer mit drei Zinnen und Torbogen nach rechts aufwärts steigt. Rückseitig ist umlaufend die Inschrift ALBRECHT DER BAER REG. 1123 BIS 1170 angebracht. Auf der Vorder- wie auf der Rückseite wird der Schriftzug oben durch den Herzschild des askanischen Wappens geteilt.
Die Bruststerne zum Großkreuz und Komtur I. Klasse tragen keine Krone und/oder Schwerter.
Das Ordensband ist dunkelgrün mit breiten ponceauroten Randstreifen.

## Verleihung
Die Verleihung erfolgte durch den jeweils regierenden Herzog von Anhalt in seiner Eigenschaft als Großmeister des Ordens. Um die Verwaltung kümmerte sich eine Ordenskanzlei, die bis 1872  im Herzoglichen Gesamtarchiv in Dessau und danach im Staatsministerium angesiedelt war. Sie wurde geleitet von einem Ordenskanzler (in der Regel ein Staatsminister), dem ein Kanzleirat als Ordenssekretär und Rechnungsführer zugeordnet war.
Die Ordensinsignien mussten nach dem Tod des Ausgezeichneten oder dem Erhalt einer höheren Ordensklasse an die Ordenskanzlei zurückgegeben werden.
Genaue Verleihungszahlen lassen sich aufgrund der unvollständigen Akten nicht ermitteln. Bis zum Ende der Monarchie 1918 können aber die folgenden Zahlen dokumentiert werden.
| Ordensklasse/Stufe                                  | Verleihungen |
| --------------------------------------------------- | ------------ |
| Großkreuz mit Krone                                 | 15           |
| Großkreuz mit Krone und Schwertern                  | min. 1       |
| Großkreuz                                           | 450          |
| Bruststern zum Großkreuz mit Brillanten             | 7            |
| Großkreuz mit Schwertern                            | 30           |
| Kommandeur I. Klasse mit Krone                      | 10           |
| Kommandeur I. Klasse mit Krone und Schwertern       | ./.          |
| Kommandeur I. Klasse                                | 500          |
| Kommandeur I. Klasse mit Schwertern                 | 20           |
| Kommandeur II. Klasse mit Krone                     | 20           |
| Kommandeur II. Klasse mit Krone und Schwertern      | min. 2       |
| Kommandeur II. Klasse                               | 900          |
| Kommandeur II. Klasse mit Schwertern                | 20           |
| Ritter I. Klasse mit Krone                          | 60           |
| Ritter I. Klasse mit Krone und Schwertern           | 25           |
| Ritter I. Klasse (bis 1854: Ritter)                 | 1.700        |
| Ritter I. Klasse mit Schwertern                     | 60           |
| Ritter II. Klasse mit Krone                         | 60           |
| Ritter II. Klasse mit Krone und Schwertern          | 30           |
| Ritter II. Klasse                                   | 1.500        |
| Ritter II. Klasse mit Schwertern                    | 90           |
| Goldene Verdienstmedaille mit Krone                 | 140          |
| Goldene Verdienstmedaille mit Krone und Schwertern  | max. 10      |
| Goldene Verdienstmedaille                           | 1.500        |
| Goldene Verdienstmedaille mit Schwertern            | 50           |
| Silberne Verdienstmedaille mit Krone                | 100          |
| Silberne Verdienstmedaille mit Krone und Schwertern | min. 1       |
| Silberne Verdienstmedaille                          | 2.300        |
| Silberne Verdienstmedaille mit Schwertern           | 300          |

Während des Ersten Weltkriegs hatten Ritterkreuz und Verdienstmedaille in Gold bzw. Silber unter den Soldaten die Spitznamen „Honigbär“ und „Eisbär“.
Die Verleihung des Ordens endete mit der Abdankung des Herzogs, dem Thronverzicht der Askanier und der Auflösung des Herzogtums Anhalt im Jahre 1918.

## Nachfolgedekoration
In der Nachfolge des Herzoglich Anhaltischen Hausordens schuf Eduard Prinz von Anhalt als Chef des Hauses Anhalt im Jahre 2015 den Askanischen Hausorden Albrecht der Bär, der seitdem von einem zu diesem Zweck gegründeten Verein, dem der Chef des Hauses Anhalt als Großmeister vorsteht, in den Stufen Großkreuz, Komtur bzw. Dame-Komtur, Ritter bzw. Dame sowie Verdienstmedaille verliehen wird. Ordensmarschall ist Stefan Graf Finck von Finckenstein, Kanzler Alexander von Bismarck und Schatzmeister Karl-Heinz Meyer.